# 三ッ原工業団地
- 三ツ原工業団地
- 三ッ原工業団地

三ッ原工業団地（みつはらこうぎょうだんち）とは、東京都青梅市今井3丁目から今寺5丁目にかけて形成されている工業団地である。

## 概要
首都圏中央連絡自動車道・青梅インターチェンジと直接接続。今井の西部、藤橋南部、今寺東部に広がり、運送会社から製造業まで揃っている。日立製作所などが立地する新町6丁目にも隣接している。
一部の道路は幅は広いが、2車線にはなっていない箇所が多い。その上、路線バスが通り、ラッシュ時は通勤のマイカーも多く、混雑することがしばしばある。
近隣にはフォレオ青梅今井やベイシア、カインズなどの大型商業施設も所在する。

## 沿革
地名の「三ッ原」は「青梅東部三ツ原土地区画整理事業」において整備区域内の小字「中原」「東原」「神明原」と三つの「原」が付くところから名付けられた。
- 1967年（昭和42年）12月9日 - 都市計画決定[2]。
- 1969年（昭和44年）4月3日 - 「青梅東部三ツ原土地区画整理事業」事業認可[2]。開発面積147.85ha（うち工業団地37.53ha[3]）。
- 1979年（昭和54年）3月31日 - 換地処分終了[2]。
- 1982年（昭和57年）10月 - 三ッ原工業団地完成。

## 企業
製造業
- 太陽誘電モバイルテクノロジー
- セーラー万年筆
- 文化印刷
- 青梅エレクトロニクス
- タマサービス

運送業
- 日立物流
- ヤマト運輸
- 五十鈴
- JPロジスティクス
- 鴻池運輸
- 昭洋工業
- 多摩運送

## かつて立地していた企業
- 日立製作所
- カシオ

## 周辺
三ッ原工業団地から5km以内にある施設
- 岩蔵温泉
- カインズ 青梅インター店
- ベイシア 青梅インター店
- ノジマ 青梅インター店、青梅統合館
- マルハン 青梅店、青梅新町店
- ベルク 青梅今井店
- ワークマン 青梅店
- ヤマダ電機 アウトレットフォレオ青梅店
- ヤオコー 青梅今寺店
- ケーズデンキ 青梅店
- オザム 新町店、青梅今寺店
- レッドバロン 瑞穂
- ガスト 瑞穂長岡店
- ジョイフル 青梅店
- マクドナルド 青梅街道新町店
- サンドラッグ 青梅新町店
- かっぱ寿司 青梅店
- セイムス 青梅藤橋店、金子店
- 駿河台大学

## アクセス
自動車
 高速道路 

圏央道 青梅ICを利用。
 一般道 
- 東京都道5号新宿青梅線（青梅街道）
- 東京都道44号瑞穂富岡線（岩蔵街道）
- 東京都道179号所沢青梅線
- 東京都道181号藤橋小作線

鉄道
- JR青梅線 小作駅
- JR八高線 金子駅

バス
- 小作駅より西東京バス 三ッ原循環
- 河辺駅より西東京バス 河11系統 小作駅東口行き 今寺バス停を利用